# Liriomyza trifolii
Liriomyza trifolii este o specie de muște din genul Liriomyza, familia Agromyzidae, descrisă de Burgess în anul 1880. Conform Catalogue of Life specia Liriomyza trifolii nu are subspecii cunoscute.